# Машнягуца Іван Григорович
Іван Григорович Машнягуца (нар. 3 травня 1956, село Велика Виска, тепер Маловисківського району Кіровоградської області) — український радянський діяч, фрезерувальник Кіровоградського заводу «Гідросила» Кіровоградської області. Депутат Верховної Ради СРСР 11-го скликання.

## Біографія
Народився в селянській родині. У чотирнадцятирічному віці втратив матір.
Закінчив середню школу. Член ВЛКСМ.
У 1973—1974 роках — фрезерувальник Кіровоградського заводу «Гідросила» міста Кіровограда Кіровоградської області.
У 1974—1976 роках — у Радянській армії.
З 1976 року — фрезерувальник восьмого цеху Кіровоградського заводу «Гідросила» імені XXV з'їзду КПРС Кіровоградської області.
Потім — на пенсії в місті Кіровограді (тепер — Кропивницькому).

## Нагороди та відзнаки
- медаль «За трудову відзнаку»
- медалі
- знак ЦК ВЛКСМ «Ударник 1977 року»
- знак ЦК ВЛКСМ «Майстер-умілець»